# Зеци
Зеци (итал. Zeci di Vallonga) су насељено место у Републици Хрватској у Истарској жупанији. Административно су у саставу општине Жмињ.

## Географија
Зеци се налазе 4,31 км југоисточно од средишта општине Жмињ.

## Историја
До територијалне реорганизације у Хрватској Зеци су били у саставу старе општине Ровињ.

## Становништво
Према задњем попису становништва у Хрватској 2011. године у насељу Зеци живела су 33 становника.
| Број становника по пописима | Број становника по пописима | Број становника по пописима | Број становника по пописима | Број становника по пописима | Број становника по пописима | Број становника по пописима | Број становника по пописима | Број становника по пописима | Број становника по пописима | Број становника по пописима | Број становника по пописима | Број становника по пописима | Број становника по пописима | Број становника по пописима | Број становника по пописима |
| --------------------------- | --------------------------- | --------------------------- | --------------------------- | --------------------------- | --------------------------- | --------------------------- | --------------------------- | --------------------------- | --------------------------- | --------------------------- | --------------------------- | --------------------------- | --------------------------- | --------------------------- | --------------------------- |
| 1857                        | 1869                        | 1880                        | 1890                        | 1900                        | 1910                        | 1921                        | 1931                        | 1948                        | 1953                        | 1961                        | 1971                        | 1981                        | 1991                        | 2001                        | 2011                        |
| 0                           | 0                           | 42                          | 46                          | 44                          | 59                          | 0                           | 0                           | 75                          | 72                          | 71                          | 63                          | 46                          | 44                          | 37                          | 33                          |

'Напомена: У 1857., 1869., 1921. у 1931. подаци су садржани у насељу Жмињ, Од 1880. do 1910. искзивано као део насеља.